# Sequillo

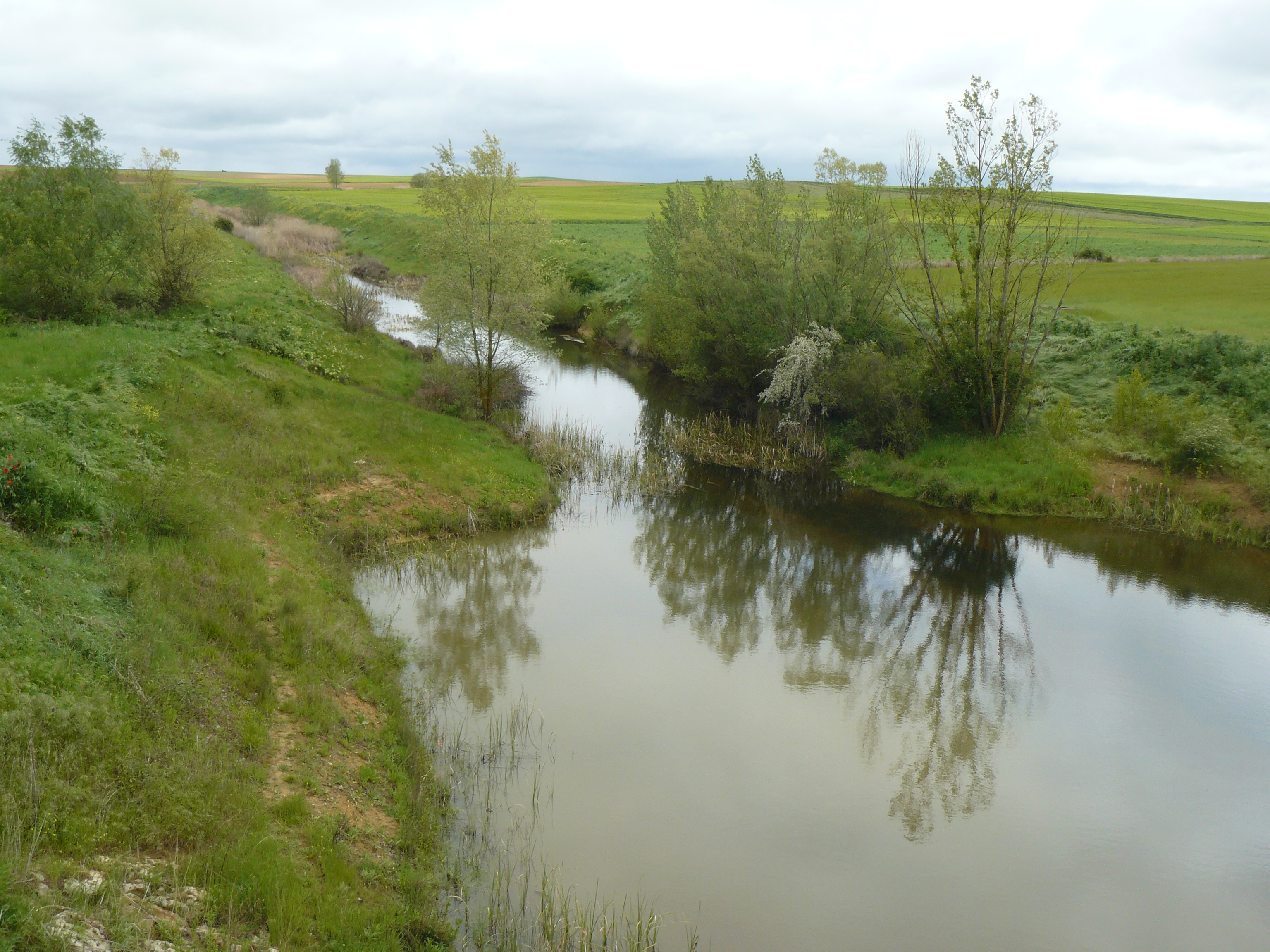
Mittellauf des Río Sequillo in der Comarca Tierra de Campos

Der Río Sequillo (oder auch Rioseco) ist ein ca. 123 km langer östlicher Nebenfluss des Río Valderaduey in der nordspanischen Region Kastilien-León. Mittelalterliche Namen des Flusses waren Rivulo Sicco, Rivo Sico oder Torrente Sicca.

## Verlauf
Der Río Sequillo entsteht aus mehreren Quellbächen südlich der Montes de León beim Ort Riosequillo etwa 10 km nordöstlich von Sahagún. Danach verläuft er stetig in zunächst südlicher, später dann westlicher Richtung, wobei er große Gebiete der Region Tierra de Campos in der kastilischen Hochebene durchfließt um schließlich ca. 3 km südlich der Ortschaft Cañizo in den Río Valderaduey zu münden.

## Nebenflüsse
Zahlreiche Bäche münden in den Río Sequillo; einziger nennenswerter Nebenfluss ist der Río Anguijón. Der Río Sequillo wird vom westlichen Arm (Ramal de Campos) des Canal de Castilla überquert und abschnittsweise auch begleitet, dessen Wasser den Fluss zum Teil mitversorgt.

## Wasserführung
Der im 19. Jahrhundert über weiten Strecken begradigte Fluss führt trotz seines Namens („kleiner trockener Fluss“) nahezu ganzjährig Wasser; Teile seiner Uferzonen sind versumpft. Nach starken oder langanhaltenden Regenfällen kann er über die Ufer treten.

## Orte am Fluss
| - Riosequillo - San Nicolás del Real Camino - Escobar de Campos - Villada - Boadilla de Rioseco - Herrín de Campos | - Villafrades de Campos - Gatón de Campos - Villabaruz de Campos - Tamariz de Campos - Villanueva de San Mancio - Medina de Rioseco | - Villabrágima - Villagarcía de Campos - Villanueva de los Caballeros - San Pedro de Latarce - Belver de los Montes |

## Sehenswürdigkeiten
Bei der Ortschaft San Nicolás del Real Camino quert der Jakobsweg (Camino Francés) den Fluss. Beim Ort Boadilla de Rioseco führt eine frühneuzeitliche Steinbrücke über den Fluss. Die Kleinstadt Medina de Rioseco ist von großer historischer und kultureller Bedeutung.